# Suchoi/HAL FGFA
Das FGFA-Programm (Fifth Generation Fighter Aircraft) war ein Projekt des russischen Luftfahrtkonsortiums OAK zur Entwicklung eines Jagdflugzeugs der Fünften Generation. Bis 2018 beteiligte sich die indische Hindustan Aeronautics (HAL) an dem Projekt.

## Programminhalt
Das Programm basierte auf dem russischen PAK-FA-Programm und hatte die Entwicklung einer für die indische Luftwaffe maßgeschneiderten Su-57-Version zum Ziel.
Das FGFA sollte – als augenscheinlichster Unterschied zur Su-57 – zweisitzig sein, da die indische Luftwaffe nach den guten Erfahrungen mit der Su-30MKI zweisitzige Maschinen bevorzugt.
Eine Delegation des indischen Verteidigungsministeriums begutachtete 2012 im sibirischen Herstellerwerk von Suchoi (KNAAPO) die Herstellung des PAK-FA-Prototyps. HAL schloss einen Vertrag mit OAK, der die Verpflichtung zum Bau von 250 Kampfflugzeugen für die indischen Luftstreitkräfte (IAF) sowie einer gleichen Anzahl für Russland beinhaltete. HAL und OAK waren gleichberechtigte Partner.
HAL strebte einen Anteil von 25 Prozent an den Entwicklungs- und Konstruktionsarbeiten des FGFA-Programms an. Als Auftragsanteil von HAL waren wichtige Software sowie Bordcomputer, Navigationssysteme, ein Großteil der Cockpitanzeigen, CMD-Systeme und der von der indischen Luftwaffe geforderte Umbau des einsitzigen Suchoi-Prototyps in eine doppelsitzige Ausführung angedacht.
Suchois Direktor Michail Pogosjan erwartete einen Bedarf an etwa 1000 Flugzeugen in vier Jahrzehnten – jeweils 200 Maschinen für Russland und Indien sowie weitere 600 für andere Abnehmerstaaten. Russlands Handelsminister Wiktor Christenko sagte, dass das Flugzeug gemeinsam mit Indien entwickelt und produziert würde und beide Staaten „gemeinsam ihre Vorteile nicht nur aus dem Verkauf in ihren Binnenmärkten, sondern auch aus dem Verkauf an Drittstaaten ziehen werden“.

## Entwicklung

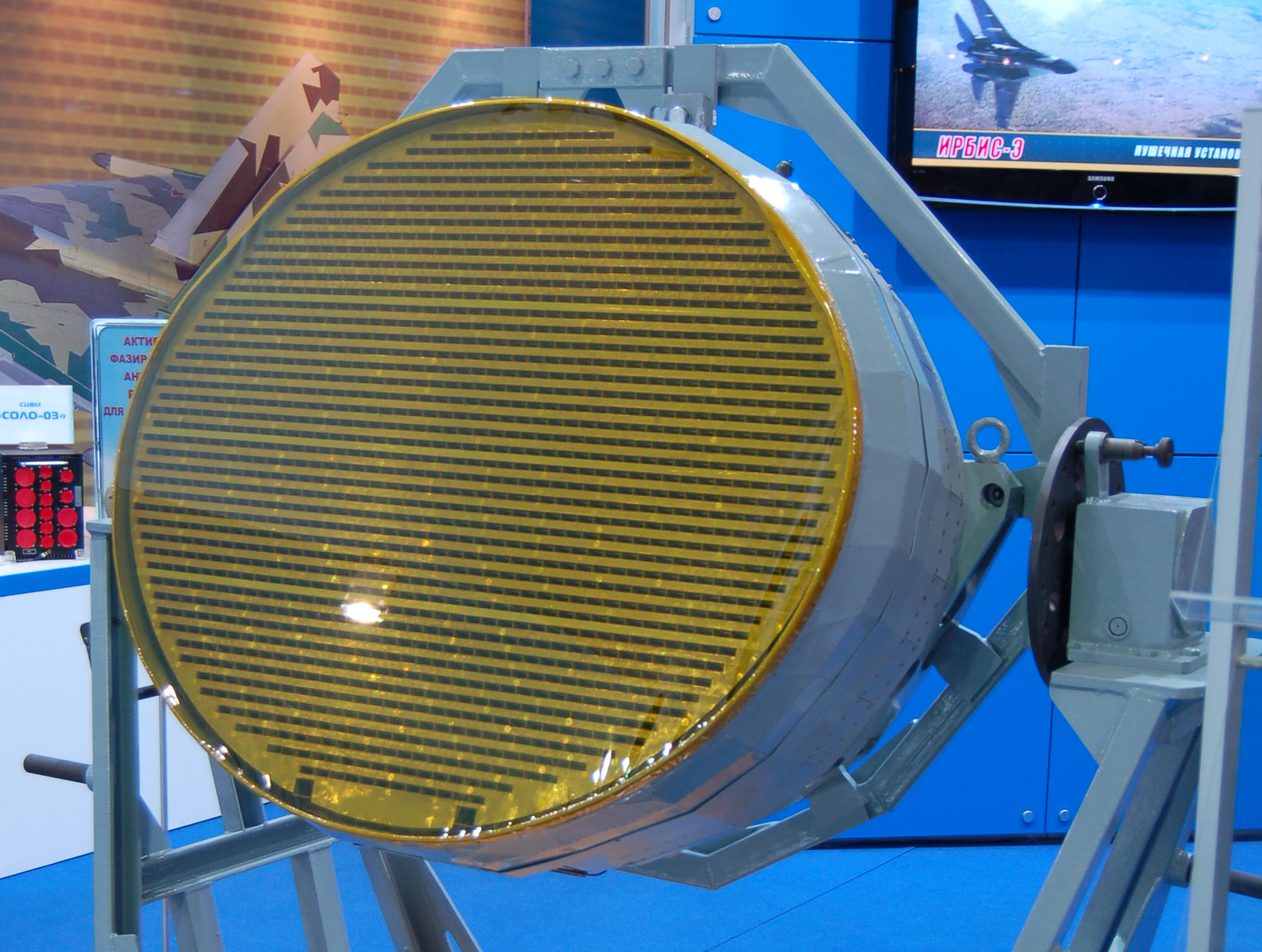
Das AESA-N050-Radar auf der MAKS 2009

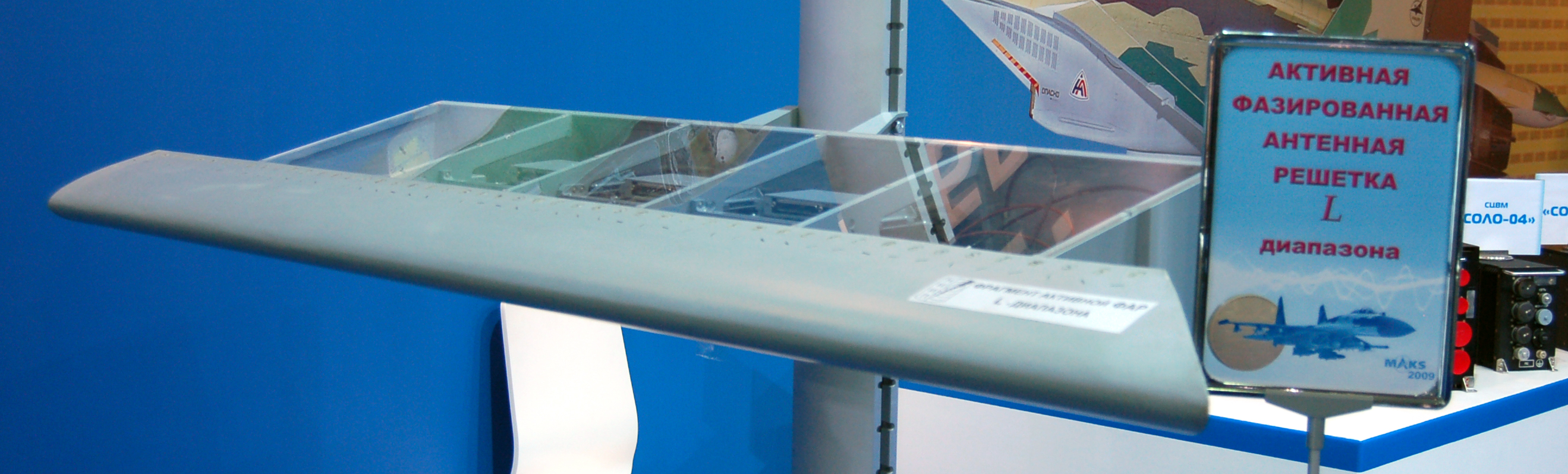
APAA (Active-Phased-Array-Antenne) in einem Vorflügel

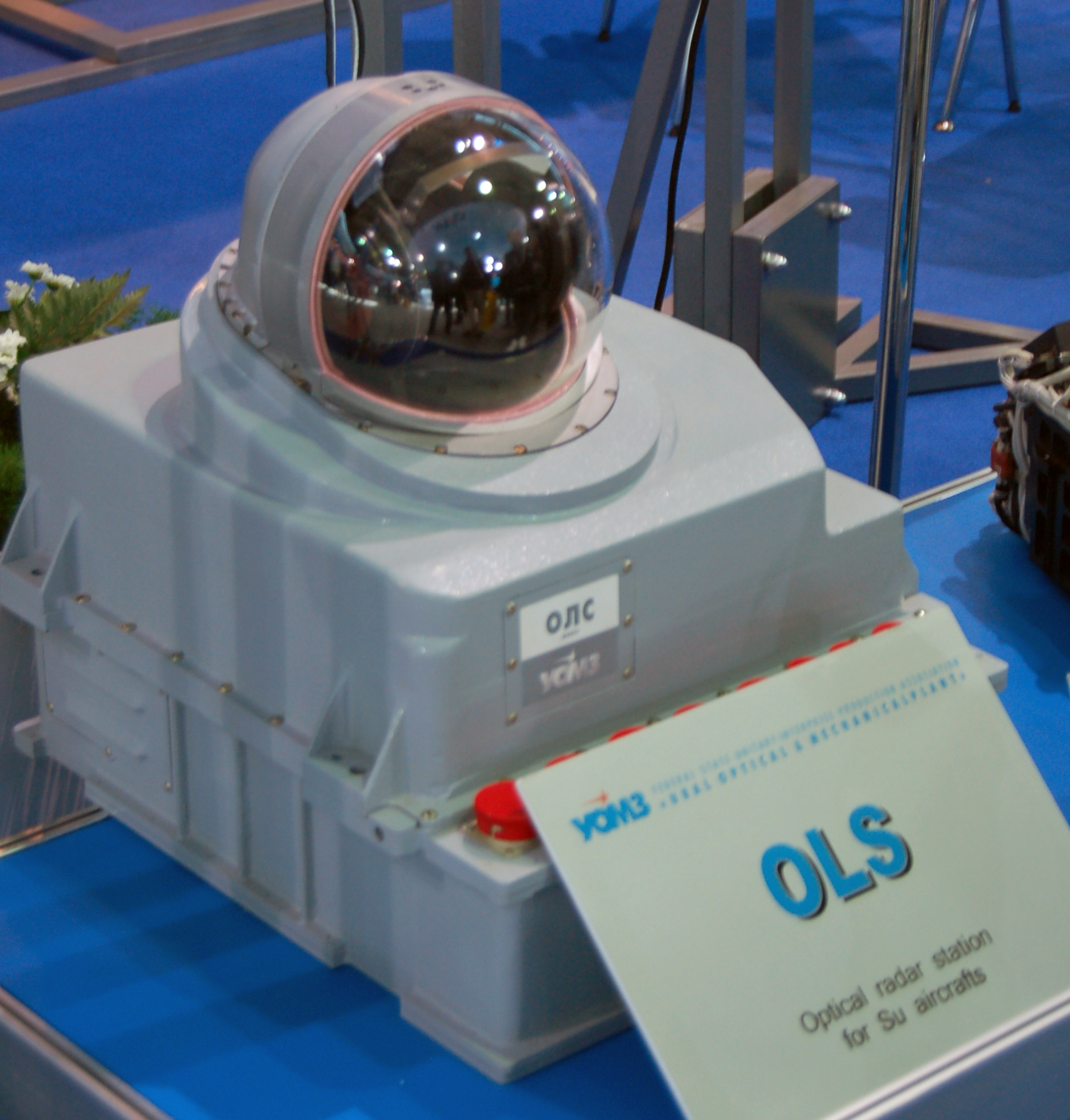
Optisches Radar für PAK FA / FGFA

Das Gemeinschaftsunternehmen hing mit dem
Erfolg des BrahMos-Lenkwaffen-Projektes zusammen. Russland und Indien waren sich in der Folge Anfang des Jahres 2007 einig, ein gemeinsames Programm zur Entwicklung eines Kampfflugzeugs der fünften Generation (FGFA) zu beginnen.
Das Programm hätte Investitionen bei der Mitentwicklung des FGFA mit Russland benötigt sowie für den Aufbau der riesigen Infrastruktur, die zum Betrieb und Unterhalt solcher Kampfjets in Indien nötig gewesen wären. Air Chief Marshal Naik sagte, das 30 Tonnen schwere FGFA sei ein „Mehrzweck-Kampfflugzeug mit einer sehr fortschrittlichen Avionik, Tarnkappeneigenschaften zur Erhöhung seiner Überlebensfähigkeit, 360-Grad-Rundumsicht, intelligenten Waffen, Datenvernetzung, Hochleistungscomputern“ und einigen weiteren fortschrittlichen Merkmalen.
Obwohl die Entwicklungsarbeit noch bevorstand, zeigte sich die russische Seite optimistisch, dass schon 2009 ein Testflugzeug zum Erstflug zur Verfügung stehen und die Indienststellung im Jahr 2015 erfolgen werde. Dieser Zeitplan konnte nicht eingehalten werden. Nach wiederholten Budget- und Terminüberschreitungen stieg Indien im Frühjahr 2018 schließlich aus dem Projekt aus. Ausschlaggebend für den Rückzug waren die Finanzen, die technischen Diskussionspunkte spielten eine signifikante Rolle. Die HAL AMCA wird die Rolle der FGFA übernehmen.

### Unterschiede zwischen PAK-FA und FGFA
Der Unterschied zwischen dem PAK-FA und dem FGFA sollte demjenigen zwischen der Su-30M und der Su-30MKI entsprechen. Die Su-30M ist die russische Standardversion des Flugzeugs, wohingegen die Su-30MKI (MKI steht für „Modernisirowannij Kommertscheski Indiski“) gemeinsam mit der indischen Hindustan Aeronautics Limited für die indische Luftwaffe entwickelt wurde. Die Su-30MKI erhielt eine Schubvektorsteuerung sowie Canards und ist mit einer multi-nationalen – aus Indien, Israel, Russland und Frankreich stammenden – Avionik ausgestattet. Die Flugzeuge der PAK-FA- und der FGFA-Programme hätten nur wenige technologische Gemeinsamkeiten aufgewiesen. Außerdem sollte das FGFA vorwiegend Waffen indischer Herkunft wie Astra und in Indien entwickelte Langstrecken-Luft-Luft-Raketen einsetzen. Die Unterschiede zwischen indischem FGFA und russischem PAK-FA wären erheblich gewesen, da die doppelsitzige Ausführung des Flugzeugs eine Neudimensionierung der Trag- und Steuerflächen erforderte.

## Konstruktion
Geplant war, dass das FGFA Tarnkappeneigenschaften haben und supercruisefähig sein sollte. Es sollte mit den neuesten Generationen von Luft-Luft-, Luft-Boden- und Luft-Schiff-Raketen sowie einem AESA-Radar ausgerüstet werden. Als Triebwerke waren zunächst zwei Saturn 117S vorgesehen.